# Miroslav Krobot
Miroslav Krobot (* 12. listopadu 1951 Šumperk) je český divadelní režisér, herec, dramatik a divadelní pedagog.

## Život
Po maturitě na gymnáziu v Zábřehu (1969) absolvoval v roce 1975 studium režie na Janáčkově akademii múzických umění v Brně. Po studiích nastoupil nejprve do divadla v Chebu. Pak působil několik let v Hradci Králové, kde na sebe v roce 1982 upozornil režií Romea a Julie, která byla považována za poněkud „divokou“. Od roku 1984 pracoval v pražském Realistickém divadle. Dvakrát získal cenu Českého literárního fondu za režii: v roce 1985 za inscenaci Čáry na dlani a v roce 1988 za inscenaci Merlin aneb Pustá zem.
Ve druhé polovině 80. let začal hostovat v Národním divadle. V roce 1990 do něj nastoupil jako kmenový režisér a například zde režíroval hry Ze života hmyzu bratří Čapků, Goldoniho Mirandolínu a Gogolovu Ženitbu. Režíroval zde také vlastní dramatizaci románu bratří Mrštíků Rok na vsi, inscenace získala v 1993 Cenu Alfréda Radoka za inscenaci roku.
V roce 1996 se stal uměleckým šéfem Dejvického divadla, kam tehdy přivedl celý svůj absolventský ročník z DAMU. Zde režíroval většinu inscenací, ale uvedl zde i vlastní hry a v roce 2002 získal Cenu Alfréda Radoka v kategorii talent roku za ztvárnění postavy otce v Zelenkově autorské inscenaci Příběhy obyčejného šílenství. Za dobu jeho uměleckého vedení (1996–2014) Dejvické divadlo získalo řadu prestižních ocenění. V současnosti působí v uměleckém souboru divadla jako herec a režisér.
V roce 2013 režíroval svůj první celovečerní film, k němuž napsal spolu s Lubomírem Smékalem i scénář, s názvem Díra u Hanušovic. Film měl distribuční premiéru 24. července 2014. V roce 2015 dokončil opět ve spolupráci se Smékalem scénář ke svému druhému filmu Kvarteto, jehož natáčení bylo naplánováno na léto 2016.
Jde o vysokoškolského pedagoga, od roku 2004 je habilitován jakožto docent na pražské DAMU. V roce 2020 vydal prózu Nečíst.

## Divadelní režie (výběr)
- 1984 Grigorij Gorin: Poslední smrt Jonathana Swifta, Realistické divadlo,
- 1985 Vasilij Šukšin: Čáry na dlani, Realistické divadlo Zdeňka Nejedlého,
- 1987 Edvard Radzinskij: Lunin aneb Jakubova smrt, zaznamenaná v přítomnosti pána, Realistické divadlo Zdeňka Nejedlého, překlad: Alena Morávková, scéna a kostýmy: Otakar Schindler, dramaturgie: Vlasta Gallerová, hráli: Jiří Adamíra, Ladislav Potměšil, Jiří Klem, Jorga Kotrbová, Ivanka Devátá, Miloš Hlavica, Ladislav Kazda, Karel Pospíšil, Jiří Mikota, Jan Vlasák nebo Zdeněk Žák, Stanislav Hájek. Československá premiéra 12. března 1987.

### Dejvické divadlo
- 1996 Robert Patrick: Kennedyho děti (Ó, milý Buddho!)
- 1996 Oldřich Kryštofek: Dvanáct měsíčků
- 1997 Edgar Allan Poe: Utišující metoda
- 1999 Gabriel García Márquez: Neuvěřitelný a tklivý příběh o bezelstné Eréndiře a její ukrutné babičce
- 1999 William Shakespeare: Večer tříkrálový aneb Cokoli chcete
- 2000 Ivan Alexandrovič Gončarov: Oblomov, cena Nadace Českého literárního fondu za dramatizaci
- 2001 O zakletém hadovi, pohádka na lidové motivy
- 2002 Miroslav Krobot: Sirup
- 2002 Anton Pavlovič Čechov: Tři sestry
- 2003 Wolfgang Amadeus Mozart: Kouzelná flétna
- 2004 Karel František Tománek: KFT/sendviče reality®
- 2006 William Shakespeare: Hamlet
- 2008 Fjodor Michajlovič Dostojevskij / dramatizace Miroslav Krobot: Idiot
- 2009 Dennis Kelly: Debris
- 2010 Aki Kaurismäki: Muž bez minulosti – Cena Alfréda Radoka za inscenaci roku
- 2012 Miroslav Krobot: Brian – Cena Alfréda Radoka za původní českou hru
- 2017 Miroslav Krobot, Lubomír Smékal: Honey, společný projekt Dejvického divadla a Cirku La Putyka, premiéra: 12. listopad 2017[4][5]

## Divadelní role
- 2002 Otec – Petr Zelenka: Příběhy obyčejného šílenství, režie Petr Zelenka. Za tuto roli Miroslav Krobot obdržel cenu Alfréda Radoka jako talent roku,
- 2012 Otec – Irvine Welsh: Ucpanej systém, režie: Michal Vajdička
- 2013 Petr Sorin – Anton Pavlovič Čechov: Racek, režie: Michal Vajdička
- od r. 2013 Frank -  Miroslav Krobot: Brian[6]
- 2015 Antigonus, Starý pastýř – William Shakespeare: Zimní pohádka[7]
- 2018 Václav Havel, DD: Zítra to spustíme aneb Kdo je tady gentleman[8]

## Filmografie (výběr)

### Herec
- 2005 – Příběhy obyčejného šílenství
- 2005 – Restart
- 2006 – Účastníci zájezdu
- 2007 – Tajnosti
- 2007 – Muž z Londýna (The Man From London)
- 2007 – Na vlastní nebezpečí
- 2008 – Venkovský učitel
- 2009 – 3 sezóny v pekle
- 2011 – Dům
- 2011 – Alois Nebel
- 2012 – Ve stínu
- 2012 – Okresní přebor – Poslední zápas Pepika Hnátka
- 2013 – Revival
- 2014 – Čtvrtá hvězda (TV seriál)
- 2015 – Doktor Martin (TV seriál)
- 2015 – Případ pro exorcistu (TV minisérie)
- 2016 – Pět mrtvých psů (TV minisérie)
- 2016 – Modré stíny (TV minisérie)
- 2017 – Přes kosti mrtvých[9]
- 2017 – Jako z filmu
- 2018 – Dabing Street (TV seriál)
- 2019 – Živé terče (TV seriál)
- 2019 – Vodník (TV seriál)
- 2019 – Zkáza Dejvického divadla (TV seriál)
- 2019 – TvMiniUni: Zloděj otázek
- 2019 – Hodinářův učeň
- 2019 – Ostrým nožom
- 2019 – Jak si nepodělat život (TV seriál, díl: „Nonstop lahůdky“)
- 2020 – Muž se zaječíma ušima
- 2021 – Moje slunce Mad
- 2022 – Velká premiéra
- 2022 – Kdyby radši hořelo
- 2022 – Buko
- 2023 – Oktopus
- 2024 – Konec světa

### Režisér
- 2014 – Díra u Hanušovic (jako režisér i scenárista)
- 2017 – Kvarteto (jako režisér i scenárista)
- 2022 – Velká premiéra (jako režisér i scenárista)
- 2023 – Rosentaal (připravovaný)

## Rozhlasové role
- 2016 William Shakespeare: Sen noci svatojánské, Český rozhlas, překlad: Martin Hilský, rozhlasová adaptace: Klára Novotná, režie: Martina Schlegelová, dramaturgie: Renata Venclová, zvukový design a hudba: Jakub Rataj, produkce: Radka Tučková a Eva Vovesná. Osoby a obsazení: Karel Dobrý (Oberon), Helena Dvořáková (Titanie), Pavla Beretová (Puk), Viktor Preiss (Hrášek), Josef Somr (Hořčička), Jaroslav Kepka (Pavučinka), Miroslav Krobot (Poříz), David Novotný (Klubko), Martin Myšička (Střízlík), Václav Neužil (Píšťala), Hynek Čermák (Fortel), Klára Suchá (Hermie), Tereza Dočkalová (Helena), Petr Lněnička (Lysandr), Jan Meduna (Demetrius), Kamil Halbich (Theseus), Tereza Bebarová (Hippolyta), Jan Vondráček (Egeus) a další.[10]
- 2020 – Alois Jirásek: Lucerna (Zima)[11]

## Ocenění
- 2012: Slnko v sieti za Nejlepší mužský herecký výkon (Dům)[12]
- 2012: Cena Alfréda Radoka za původní českou hru (Brian)
- 2014: Slnko v sieti za Nejlepší mužský herecký výkon ve vedlejší roli (Děkuji, dobře)[13]
- 2010: Cena Alfréda Radoka za Inscenaci roku (Aki Kaurismäki: Muž bez minulosti)
- 2022: Slnko v sieti za Nejlepší mužský herecký výkon (Muž se zaječíma ušima)[14]